# 彩色電視
彩色電視简称彩电，是改良黑白電視的新產品。

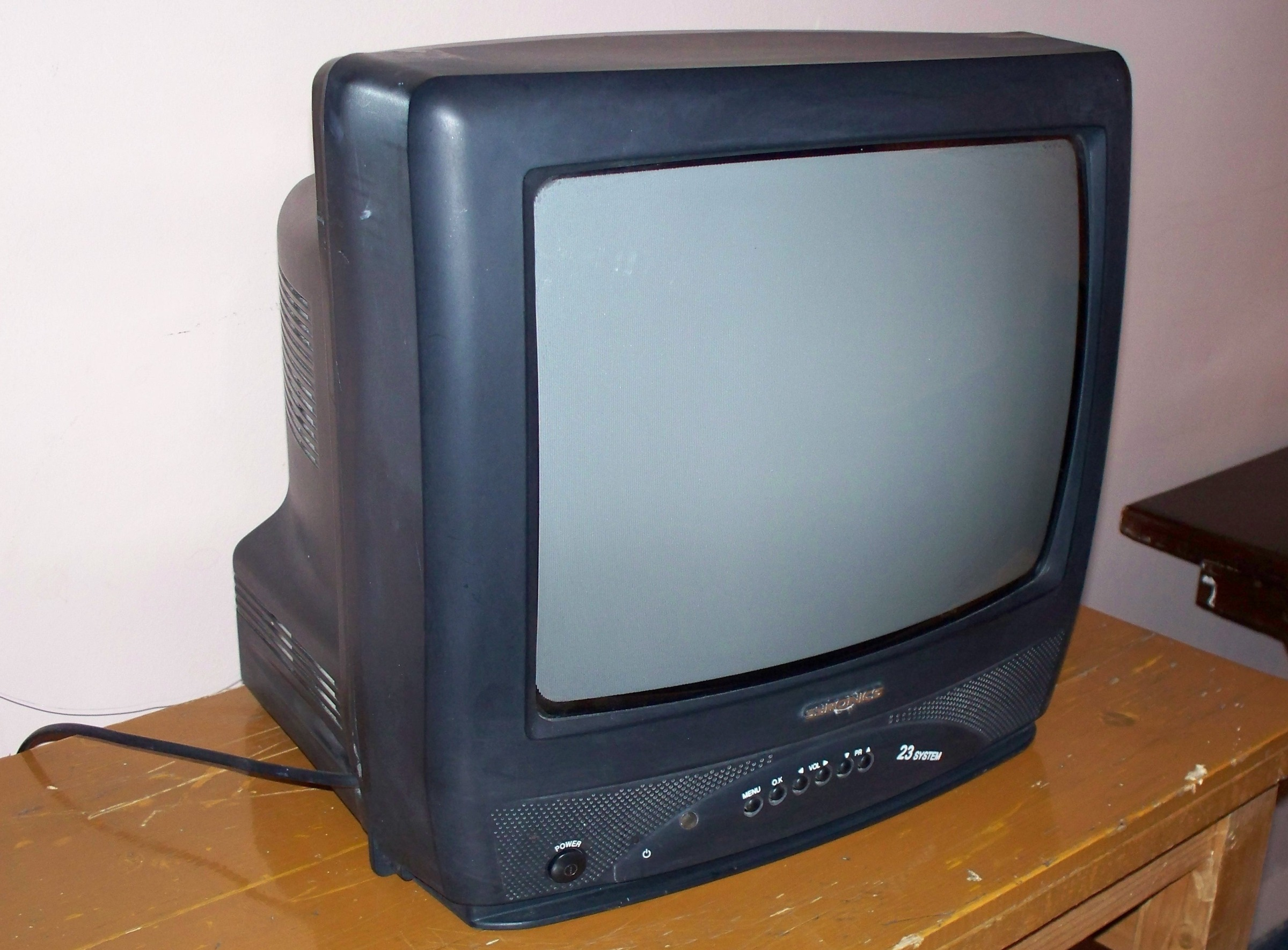
彩色CRT電視

1941年12月，貝爾德成功傳送彩色圖像。1946年6月8日，貝爾德研發的彩色電視機播出英國廣播公司（BBC）「第二次世界大戰勝利大遊行」節目；但病中的貝爾德並未看見，6日後與世長辭，他被稱為“電視之父”。1953年，彩色電視機正式在美國問世。1954年，美國無線電公司（RCA）推出RCA彩色电视机。1954年1月23日，美國國家廣播公司（NBC）位於紐約市的分台WNBC成為全球第一家開播彩色電視節目的電視台。1970年，RCA實驗室發明第一台「液晶顯示器」。1970年12月26日，天津通信广播电视厂（七一二厂）生产中国第一台彩色电视机。

SMPTE色彩檢驗圖

## 各地提供彩色電視情況

### 北美洲

#### 美國
1954年，美国國家廣播公司（NBC）開播彩色電視節目，直至1956年，第一家公認的彩色電視台是國家廣播公司（NBC），其台徽推出十一條彩色孔雀開屏作為象徵，1965年，全美國完成彩色電視讯号试验。

#### 加拿大
1950年代中期起，美國彩色電視節目開始在美加邊境播出。
在1966年引進NTSC彩色電視格式系統以前，只有不到1%的加拿大家庭擁有彩色電視機。
1966年9月1日，加拿大廣播公司 (CBC) 旗下的英語電視頻道 (CBC Television) 開始試播彩色電視訊號。 民營的CTV電視網，也在同年9月起試播。
加拿大廣播公司的加拿大法語頻道 (Ici Radio-Canada Télé) 從1968年起播出15小時的彩色電視節目。
1974年起加拿大廣播公司的電視訊號全面彩色化。直到1976-77年，才完成全國電視訊號彩色化。
以下是加拿大各個省份及地區/領地推行電視彩色化的進度:
- 安大略省、魁北克省、亞伯達省、薩克其萬省、曼尼托巴省、不列顛哥倫比亞省 (1966年公營電視台彩色化) (1968-1972年民營電視台彩色化)
- 紐芬蘭與拉布拉多省 (1967年)
- 新斯科細亞省、新伯倫瑞克省 (1968年)
- 愛德華王子島省(1969年)
- 育空地區(1971年)
- 西北領地、努納福特地區(1972年-77或78年)

### 拉丁美洲

#### 古巴
1958年，古巴成為全球第二個推行彩色電視的國家,哈瓦那的Channel 12電視台採用了由美國國家電視系統委員會（National Television System Committee)制定的彩色電視格式。古巴的彩色電視系統由美國無線電公司負責架設,但1959年的古巴革命卻使當地電視彩色化工程中斷。
直到1975年，古巴政府將蘇聯的SECAM制式電視系統改裝成NTSC制式電視系統,古巴的電視彩色化才順利完成。

### 歐洲
1967年，西歐的英國、法國、德國及東歐的蘇聯开始大规模提供彩色電視試驗廣播，直至1975-1976年全面彩色播出。

### 亞洲

#### 日本
早於1957年12月28日，日本放送協會（NHK）開始VHF頻道的彩色轉播試驗，直到1960年9月10日，日本電視台及東京放送先後正式開始播送彩色節目訊號，直至1967-68年日本国内电视台全面彩色化。但到了1971年才開始有主流品牌推出彩色電視機和錄影機，因此1960年代的電視畫面仍以黑白為主。

#### 香港
1967年6月10日，首批彩色電視機由日本運抵香港，1969年12月，電視廣播有限公司（TVB）開始試播彩色電視節目作為香港節宣傳節目，而第一個彩色節目是歐美劇集《鼠縱隊》，同時試驗中的晚上8時播映《歡樂今宵》，到1969-70年開始有部分日本以及西方外購節目開始播出彩色製作，至於本地彩色電視製作到1971年6月中開始播映，首個本地電視劇集《西施》，11月19日，《歡樂今宵》為全香港第一個以全面彩色製作的直播節目，1972年開始大部分提供彩色電視製作，1975年底已經全面完成彩色製作及播送，令節目變得多元化。自1980年起，無綫電視所有的節目在結束時也不再在台徽下標示「彩色制作」，象徵著今後的所有節目都不會有黑白制作。

#### 台灣
1969年9月7日，台灣電視公司發射全臺灣第一個彩色電視節目訊號，並自該日起每日不定時試播彩色電視節目，試播期間播映彩色影片《洋場私探》、《超空人》與部分彩色卡通；9月25日，臺視宣佈彩色電視節目試播成功。11月19日，首次使用人造衛星，以彩色節目訊號重播阿波羅11號太空人登陸月球實況。而中國電視公司在10月9日開始試播彩色節目，同年10月31日正式開播，直到1976年正式向全臺灣完成彩色電視訊號傳送。

#### 中國大陸
1970年12月26日，天津通信广播电视厂（七一二厂）生产中国第一台彩色电视机。1973年5月1日，中國中央電視台前身「北京電視台」开播第二套节目，為PAL-D制式彩色電視節目試播頻道；同年10月1日，北京电视台两套节目全面开始以PAL-D制式播出彩色電視節目。1979年改革開放之後，中國各省縣市開始提供彩色製作節目。1983-1984年完成全國彩色電視訊號傳送。

#### 馬來西亞
早年馬來西亞廣播電視台（RTM）的電視畫質以黑白訊號為主，直至1978年才由黑白訊號轉為彩色訊號。

#### 南韓
南韓是最後一批彩色電視化的亞洲國家。1971年開始試驗，1974年只限首爾地區播出。直到1981年，才完成全國彩色電視訊號傳送。